# ГЕС Alexander
ГЕС Alexander — гідроелектростанція у канадській провінції Онтаріо. Знаходячись після ГЕС Кемерон-Фолс, становить нижній ступінь каскаду на річці  Ніпіґон, яка дренує озеро Ніпіґон та впадає до озера Верхнє (найвище по сточищу серед Великих озер).
У межах проекту Ніпіґон перекрили кам'яно-накидною греблею завдовжки 262 метри, яку доповнює бетонна водоскидна секція довжиною 118 метрів. Разом з розташованим біля правого берегу машинним залом ці споруди підняли природний рівень річки на 18,5 метра, що призвело до затоплення ділянки порогів завдовжки 2,5 км.
У 1930—1931 роках станцію обладнали трьома турбінами типу Френсіс потужністю по 12,8 МВт, до яких в 1945-му та 1958-му додали ще по одній з показником у 13,5 МВт. Разом це обладнання забезпечує виробництво 450 млн кВт-год електроенергії на рік.